# Groupauto
Groupauto International er en fransk autogrossist- og bilservicevirksomhed med hovedkvarter i Paris. Virksomheden driver en netværksbaseret virksomhed, hvor de formidler kontakt imellem bildeledistributører og autoværksteder. Det giver Groupauto adgang til over 2.000 distributører, over 8.000 autoværksteder og over 16.000 forhandlere i 111 lande. I Danmark har de partneren
Groupauto Denmark, AUTO – G Danskgrossist Union.